# خرطومچه

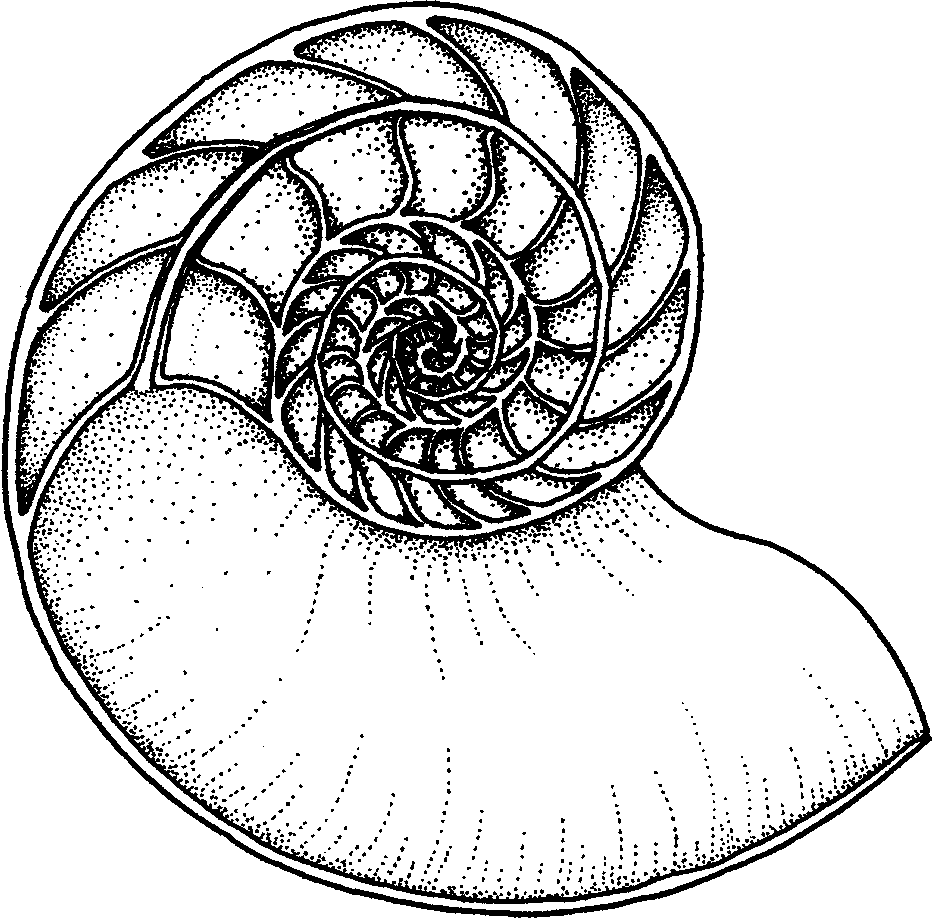
در این نمودار، خرطومچه بافت لوله‌مانندی است که اتاقک‌های مرده صدف را به اتاقک‌های تازه و زنده متصل می‌کند.

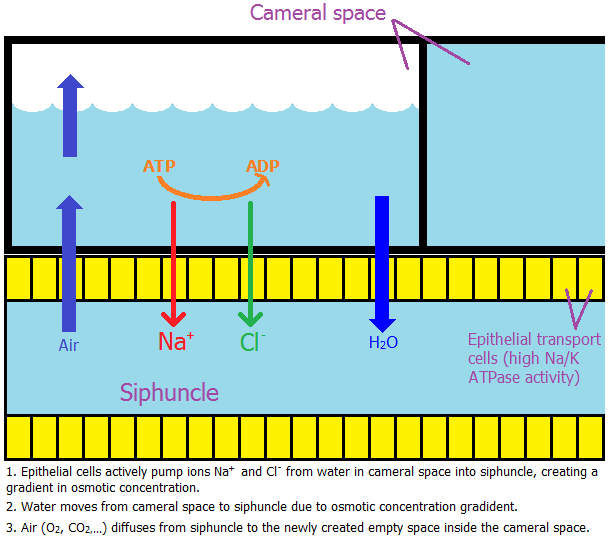
سازوکار فیزیکی خرطومچه.

خُرطومچه (siphuncle) بافت‌های لوله‌مانندی هستند که از روزنه‌های میان صدف نرم‌تنان سرپا بیرون زده‌اند. تنها سرپایانی که صدف‌های خانه‌خانه‌ای هستند خرطومچه دارند.
کارکرد اصلی خرطومچه تخلیه آب از اتاقک‌های تازه‌ای است که در جریان رشد جانور ایجاد می‌شوند.  جانور سرپا، شوری خون در خرطومچه را افزایش می‌دهد و بنابراین با بهره‌گیری از خاصیت گذرندگی (اسمز)، آب از اتاقک‌هایی که آبی کم‌شورتر دارند به سمت این خون شور حرکت کرده و از بدن جانور خارج می‌شوند. 
تخلیه آب از این اتاقک‌ها چگالی کلی صدف را کاهش می‌دهد و در پی آن صدف به عنوان یک وسیله شناور ماندن عمل می‌کند یعنی همان کاری که کیسه شنا برای ماهی‌های استخوانی انجام می‌دهد. سرپایان به‌طور معمول چگالی یادشده را نزدیک به چگالی آب دریا نگه می‌دارند تا از این طریق بتوانند با کمترین کوشش به شنا بپردازند. در دوران‌های باستانی زمین‌شناسی استفاده از این روش باعث شده‌بود تا سرپایانی با جثه‌های بسیار بزرگ (با بیش از ۱۰ متر طول) پدید آیند.
شاخ‌قوچی‌ها ammonite و فشنگچه‌ها belemnite که هر دو منقرض شده‌اند و ناتیلوس nautilus، سپیداج cuttlefish، و مارپیچه‌ها Spirula که زنده هستند دارای خرطومچه می‌باشند.
در سپیداج‌ها خرطومچه تمامی اتاقک‌های صدف جانور را به هم مرتبط می‌کند و شکل مشخصی ندارد. اما در دیگر سرپایان، خرطومچه شکلی نخ‌مانند دارد و از روزنه‌های کوچک دیواره‌هایی که اتاقک‌ها را جدا می‌کنند بیرون زده است.